# Jean Thomann
Thomann of Jean Thomann is een historisch motorfietsmerk.
De bedrijfnaam was Jean Thomann, 6 Rue Colbert, Montreuil sous Bois, later Ets. Thomann, Nanterre.
Dit was een Frans merk dat vanaf 1912 voornamelijk tweetakten van 98- tot 247 cc met eigen motoren bouwde onder de merknaam "Thomann". In de jaren twintig werd Thomann overgenomen door Edmund Gentil (Alcyon).
Thomann zette zijn bedrijf echter voort onder de naam "Jean Thomann", waarschijnlijk als deel van het Alcyon-concern, dat ook andere merken (Labor, Olympique, La Française-Diamant, Armor en Lapize) overnam. Men maakte nu ook een 500cc-kopklepmodel, maar na de Tweede Wereldoorlog richtte men zich voornamelijk op zeer lichte, Solex-achtige bromfietsjes met rolaandrijving op het voorwiel, tot het bedrijf in 1950 de poorten sloot.
Alcyon bleef echter nog bestaan, fuseerde in 1958 met Lucer en ging in de tweede helft van de jaren zestig pas dicht.